# Рошпан
Рошпан — элемент временной крепи, расположенной вне постоянной обделки, при строительстве шахт, тоннелей и метрополитенов горным способом — поперечина, соединяющая соседние рамы, чаще всего трубчатая круглого сечения (как правило, изготавливается из обрезков труб), на концах с зажимами или отверстиями для винтового крепления. Встречаются и другие формы; порой рошпаном называют обыкновенную поперечную деревянную распорку или даже доску.
Рошпан служит в качестве распорного элемента, придающего жёсткость и стабильность конструкции. В мировой практике применяются также при строительстве других подземных сооружений: гаражей и автостоянок, убежищ, хранилищ и др.